# 젤라틴슬라임
젤라틴슬라임은 올빼미집 작가 올빼미가 연재하는 만화이다.

## 장르
젤라틴슬라임의 장르는 학원판타지물이다.

## 주인공
주인공은 고등학생 선영이와 그녀의 젤라틴슬라임인 '정' 그리고 친구 배우 민기와 그의 젤라틴슬라임 '염'군이 있다. 선영이는 생활력이 강한 캐릭터이며 홀로 지내는 것으로 추정된다. 집에 도끼가 있는 무서운 여학생이다. 민기는 학생이자 배우이다. 젤라틴슬라임 정은 유쾌하며 까부는 스타일이다. 젤라틴슬라임 염은 신중하며 정을 선배로 모시는 것으로 설정이 되어있다.

## 형식
올빼미집과는 다르게 스토리가 있으며 정의 엉뚱한 행동과 젤라틴슬라임 특유의 귀여움이 시너지 효과를 낸다. 4컷만화 형식인줄 알았지만 연재가 갈 수록 스토리에 더 치중하는 것으로 보인다.

### 이하 정보(블로그 발췌)
젤라틴 슬라임 (자체 학명)

##### 신체
- 타입1(젤라틴 슬라임) 점성이 없고 물렁거리며, 미세한 뇌세포와 소화기관이 몸 전체에 분산되어있다. 색깔이 다양하다.
- 타입2(큐브 슬라임)  점성이 있고 물렁거리며, 소화기관은 위와 동일하다. 색깔이 검은색이나 짙은 갈색이며 신체에서 전염병을 생산해낸다.
- 타입3(알려진 바 없음)

##### 역사와의 접촉
- 3세기 - 진수 (중국 진나라)

역사관여: 중국 삼국정사의 편찬에 도움을 줌. 슬라임 이름은 현(젤라틴 슬라임)
- 11세기 - 교황 베네딕토 8세 (로마)

역사관여: 교회의 개혁에 조언을 줌. 슬라임 이름은 건(젤라틴 슬라임)
- 17~18세기 - 정성왕후 서씨 (조선)

역사관여: 외로움을 달래주었을뿐, 관여하진 못했다. 슬라임 이름은 송(젤라틴 슬라임)
- 19~20세기 - 이오시프 스탈린 (구 소비에트 연방)

역사관여: 아내를 병사시키고 인간성을 잃게 만들어버림. 슬라임 이름은 알렉세이(큐브 슬라임)
- 20세기 - 작가 앤디 워홀 (미국)

역사관여: 예술에 대한 영감을 주었다. 슬라임 이름은 조(젤라틴 슬라임)

##### 식성
- 보통 곤충을 주식으로 삼으나 바싹 마른 해산물을 섭취할때도 있다. 나트륨이 섞인 수분을 섭취하기도 한다.

##### 질병
알려진 바 없으나 신체가 노화되면 따개비같은 형태의 부종이 생긴다.

##### 수명
보통 600년. 최 장수 젤라틴 슬라임은 922살. 큐브 슬라임은 50년. 최장수 큐브 슬라임은 81살.

##### 사망
사망할 경우 대부분 화강암으로 변하거나 약산성이 띈 액체로 변한다. 석화 사망은 수명이 다했을때지만, 액화 사망은 원인이 밝혀지지 않았다. 큐브슬라임은 기름으로 변한다.

##### 분포지역
주로 바위지형의 바다에서 서식하나 17세기부터는 인간과 가까운 곳에도 서식한다.

##### 언어
슬라임어를 주로 구사하며 인간의 언어는 한번 배우면 모두 기억한다. 다른 생명체와 뇌파로 대화하기도 한다.

##### 분리
1. 분리된 신체는 자신과 가치관이 다른 인격을 가진다. 반대 인격이 아닌, 생각치 못한 인격인 경우가 많다.
2. 분리된 신체는 소화기관이 없어서 음식을 섭취하지 못한다. 단, 곤충을 잡은 다음 합체 할때가 있다. 대략 72시간 안에 다시 합체하지 못하면 화강암으로 변화하기 시작한다.
3. 신호석으로 분리된 신체는 최장 1년을 버틴다. 신호석은 본체가 먼 곳으로 이동했을 때 귀향길을 조정하는 네비게이션 역할을 한다. 여러 개로 분리가 가능.
4. 번식의 용도로 쓰일때도 있다.

##### 친화력
다른 생명체에게 공포를 느끼지 않으며 환심을 사 친해지려 하는 것이 일반적이다. 큐브 슬라임의 경우에는 다른 생명체를 증오하여 번식을 막는다.

##### 문화
인간만큼이나 다양하여 그 구분을 내리기 쉽지 않다.

##### 종교
티베트의 조장 풍습과 연관이 되어있다. 도교와 닮은 점이 많은 종교를 가지고 있으나, 사원이 존재하지 않는다.

##### 번식방법
400살 이상의 젤라틴 슬라임이 신체 일부를 바다에 떼어낸다. 12개월이 지나면 조그만 공의 형태로 떠올라 육지로 올라온다. 큐브 슬라임도 이와 동일하나 바다가 아닌 어디서든 가능하다.

##### 몸무게
5kg ~ 60kg 다양하다 (현재 분홍색 슬라임 '정'의 몸무게는 5.5kg)

##### 개체수
예측범위내에선 전 세계에 60만정도가 퍼져있다.

## 같이 보기
작가의 다른 작품
- 올빼미집
- 디스트로이어